# Рамон Пита, Вивиан
Вивиан Рамон Пита (исп. Vivian Ramón Pita; род. 2 мая 1963) — кубинская шахматистка, гроссмейстер (1998) среди женщин.
Многократная чемпионка Кубы (1980, 1982, 1984, 1989—1991, 1998 и 2000).
В составе сборной Кубы участница девяти Олимпиад (1984—1990, 1996—2004).

## Изменения рейтинга
| Графики недоступны из-за технических проблем. См. информацию на Фабрикаторе и на mediawiki.org. |